# Stadionul Cotroceni
Stadionul Cotroceni este un stadion de fotbal din București, situat în cartierul cu același nume și inaugurat în anul 1995. Cunoscut și sub numele de „Parcul cu Platani”, stadionul are o capacitate de 14.542 de locuri și este amplasat în Sectorul 5 al Capitalei, pe Strada Doctor Joseph Lister, nr. 65, în apropiere de complexul de tenis Arenele BNR.

## Istoric
Actuala bază sportivă din Cotroceni a fost donată prin decret domnesc în decembrie 1865 de Alexandru Ioan Cuza primei grupări cu caracter sportiv din România, „Societatea de Dare de Semn”. Din anul 1867 această asociație și-a extins activitatea, schimbându-și denumirea în „Societatea Centrală Română de Arme, Gimnastică și Dare de Semn”. Cu trecerea anilor, vechiul parc și-a schimbat înfățișarea. Astfel, în anul 1939 a fost amenajat Ștrandul Izvor, mai apoi în 1949 stadionul de fotbal, tabloul fiind completat în 1975 de o arenă de tenis cu 6.000 de locuri. Treptat au mai apărut și alte construcții, dintre care cea mai importantă pentru desfășurarea activităților sportive a fost „Sala de Jocuri”.
Actualul stadion de fotbal a fost inaugurat în anul 1995, reprezentând primul stadion construit în România după Revoluția din 1989. La vremea dării în funcțiune, complexul reprezenta unul dintre cele mai moderne și cochete stadioane din țară. A găzduit meciurile echipei de fotbal AFC Progresul București, denumită în acea perioadă FC Național. În anul 1998 a fost unul dintre cele trei stadioane (alături de Steaua și „Lia Manoliu”) pe care au avut loc meciuri din cadrul Campionatului European de Fotbal sub 21, găzduit în premieră de România. Începând cu anul 2009, pe acest stadion nu s-au mai disputat meciuri de fotbal, astăzi complexul din Cotroceni, al cărui proprietar este Banca Națională a României (BNR), fiind într-o avansată stare de degradare.

## Dotări
Stadionul are o capacitate maximă de 14.540 de locuri pe scaune și este prevăzut cu o suprafață de joc cu gazon natural de dimensiunile 105 x 70 metri. Complexul sportiv are una din cele mai puternice instalații de nocturnă din țară (1.670 de lucși), beneficiind și de o sonorizare de talie europeană. De asemenea există o tabelă electronică, iar una din cele două tribune este acoperită. Printre alte dotări ale arenei pot fi amintite și cele 74 de locuri rezervate pentru mass-media, cu locuri prevăzute cu prize de telefon pentru efectuarea rapidă a transmisiilor. Tot în incinta complexului din „Parcul cu Platani”, lângă vestiarele jucătorilor, este amenajată una dintre cele mai cochete săli de conferințe din România, rezervate presei. În apropiere se află un hotel de trei stele cu restaurant.

## Evenimente găzduite
- meciurile echipei de fotbal AFC Progresul București / FC Național București (în perioada 1995–2008).
- cinci meciuri din cadrul Campionatului European de Fotbal sub 21 UEFA 1998: Germania – Grecia (0–1, 23 mai), Spania – Rusia (1–0, 24 mai), România – Germania (0–1 după prelungiri, 26 mai), Spania – Norvegia (1–0 după prelungiri, 26 mai), Olanda – Norvegia (0–2, 31 mai).[2]
- un meci amical al echipei naționale de fotbal a României: România – Polonia (1–1, 16 august 2000).[3]
- finala Cupei României 2003-2004: Dinamo București – Oțelul Galați (2–0, 5 iunie 2004).[4]
- finala Cupei României 2004-2005: Dinamo București – Farul Constanța (1–0, 11 mai 2005).[5]
- un meci internațional al echipa naționale de rugby a României: România – Franța (14–62, 17 iunie 2006).[6]
- câteva concerte ale unor formații și artiști internaționali: RBD (12 iunie 2007),[7] Deep Purple (31 octombrie 2007),[8] Kylie Minogue (17 mai 2008),[9] Metallica (23 iulie 2008),[10] Iron Maiden (4 august 2008),[11] Enrique Iglesias.

## Galerie foto

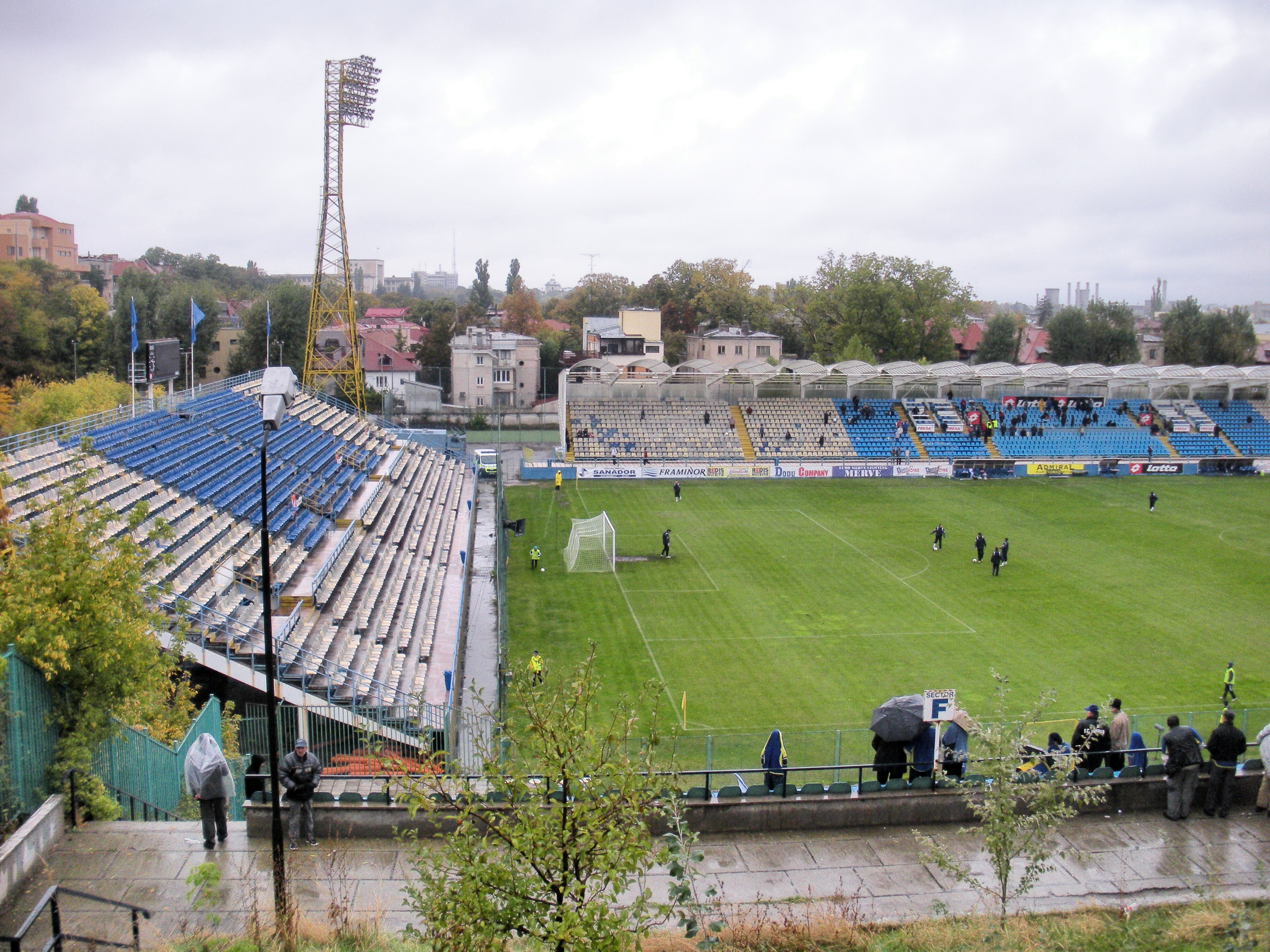
Tribuna principală și peluza de sud
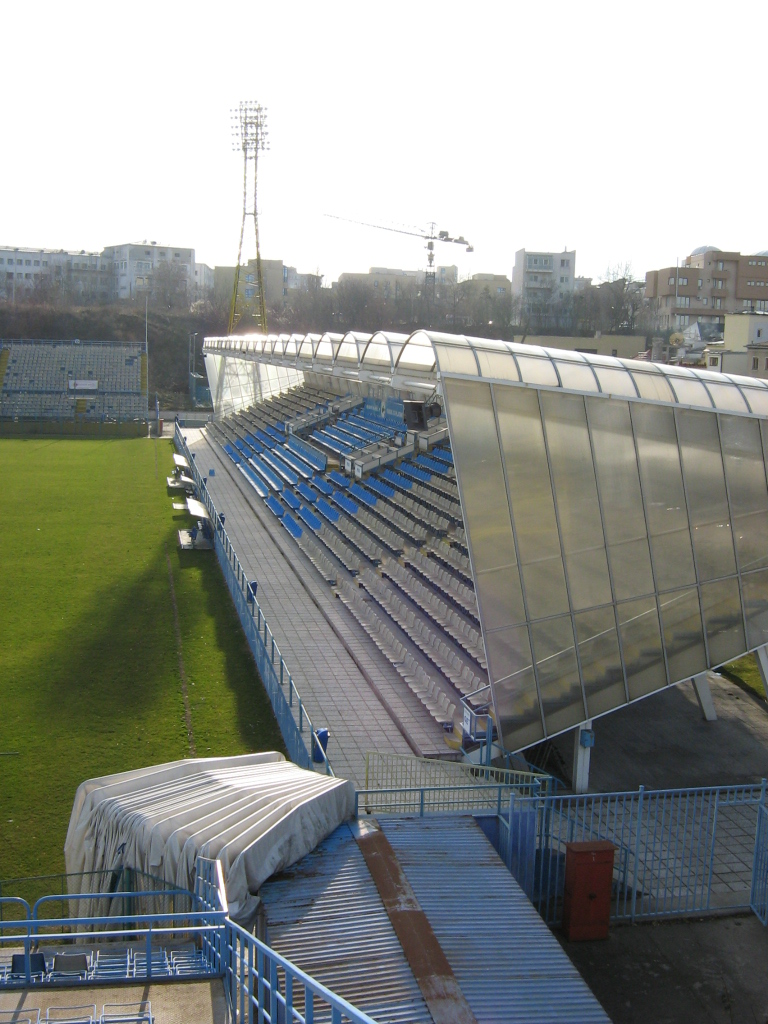
Tribuna principală
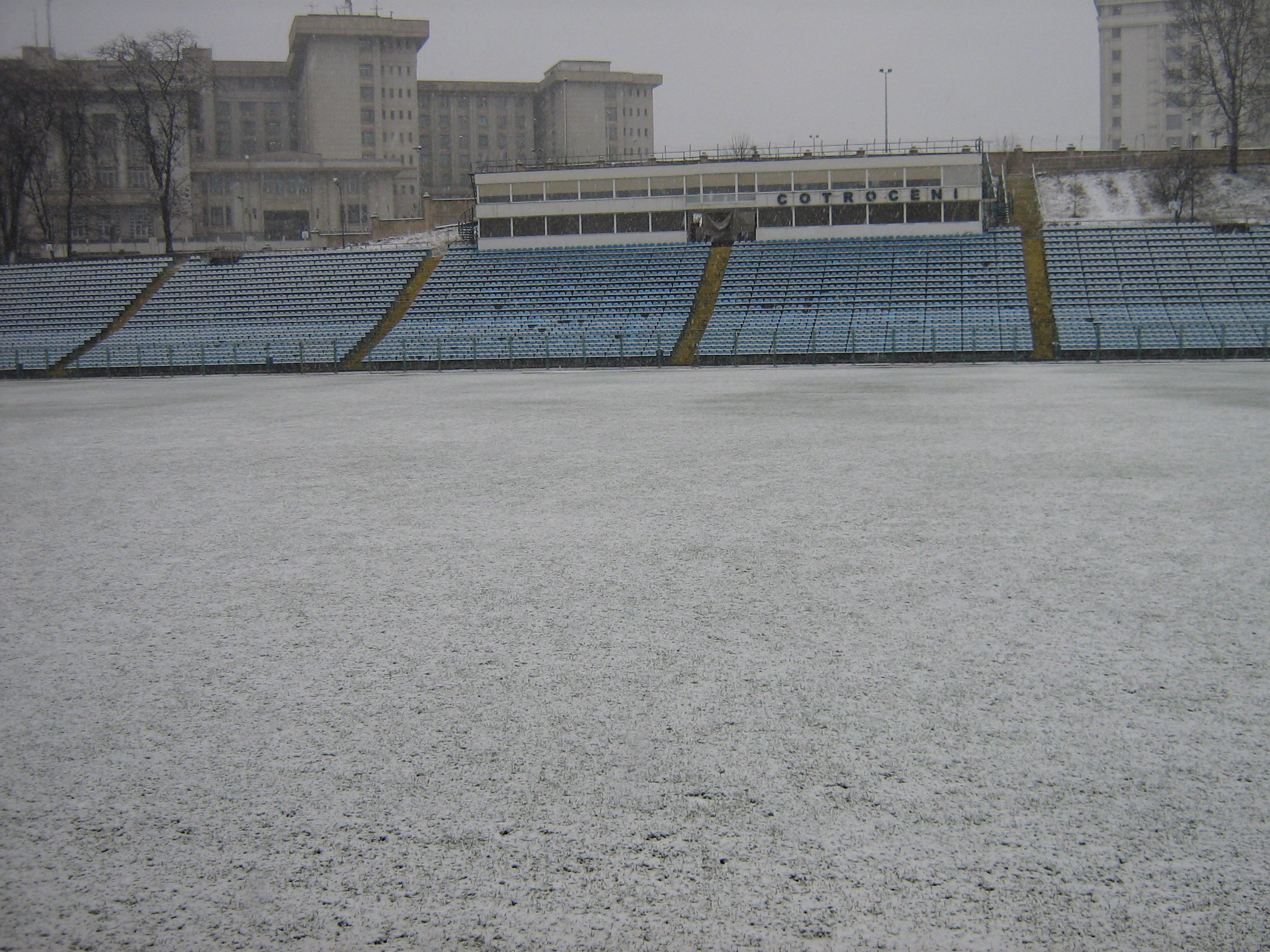
Tribuna a doua cu tribuna oficială
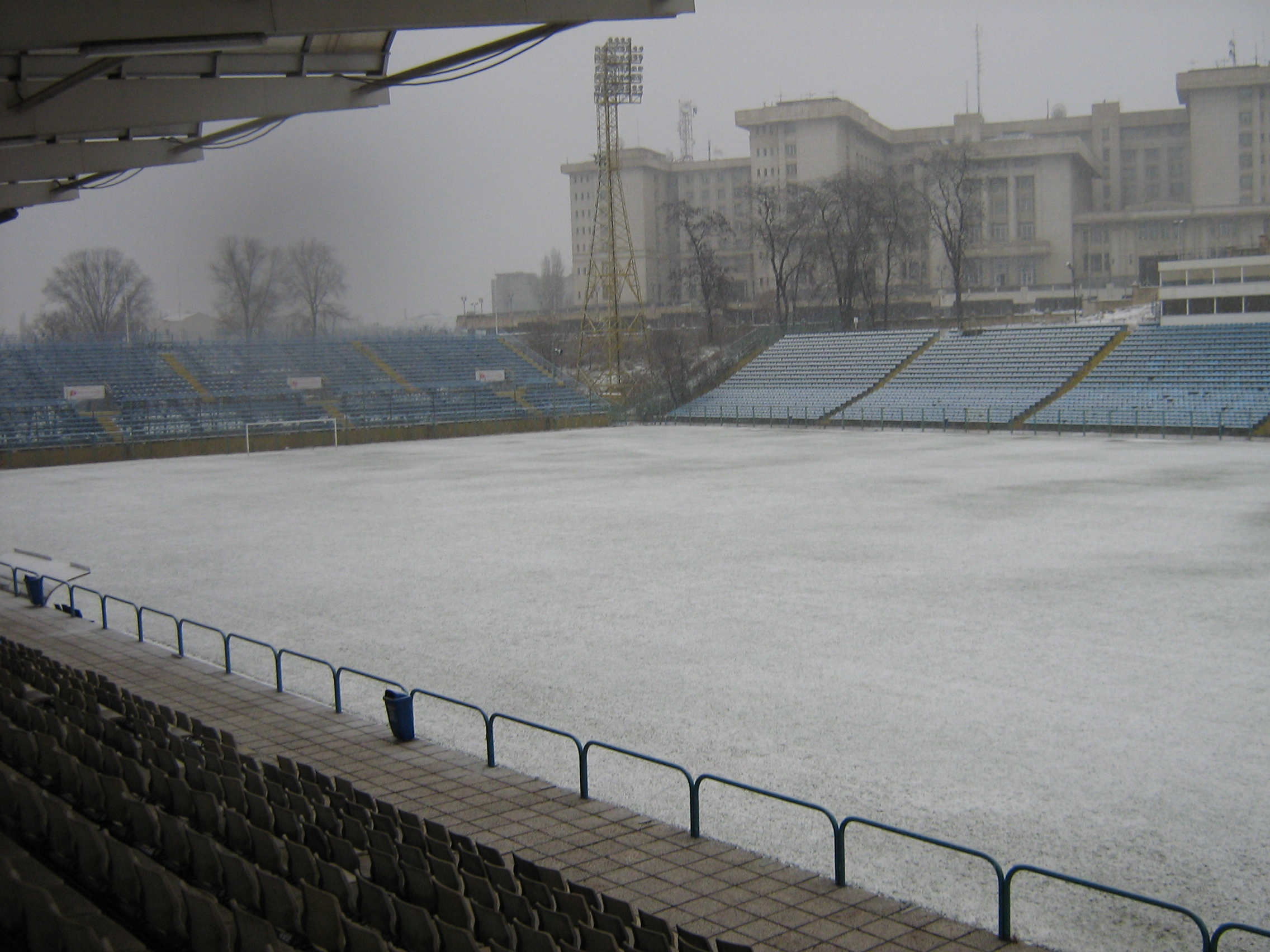
Tribuna a doua și peluza de nord